# 湯布院カントリーロードユースホステル
湯布院カントリーロードユースホステル（ゆふいんカントリーロードユースホステル）は、日本ユースホステル協会に加盟している大分県のユースホステル。

## 設備
- 源泉かけ流しの温泉が楽しめる[1]
- 個人や小グループに適している
- グループで一室利用可
- 駐車場あり
- 駐輪場あり
- 洗濯機あり
- 乾燥機あり
- 荷物預かりあり
- 英語による予約可
- 施設内に温泉あり
- 周辺に温泉あり

## アクセス
- JR久大線由布院駅からバス塚原川向行・塚原経由別府行10分空想の森入口下車徒歩2分。または由布院駅より塚原高原方向へ徒歩40分。

## 周辺情報
- 塚原温泉
- 由布岳
- 金鱗湖
- 由布院温泉
- わたくし美術館